# Альгеро
Альге́ро, Алгер (итал. Alghero, кат. l'Alguer, сард. S'Alighèra) — город на северо-западном побережье острова Сардиния. Альгеро один из главных городов Сардинии и занимает пятое место по численности населения, а также третье место, где есть университет для иностранцев: факультет архитектуры, физико-математический факультет, после Кальяри и Сассари.
Население — 43 931 человек (2018).
Покровителем города почитается архангел Михаил, празднование 29 сентября.

## История
На месте современного города зарегистрированы остатки человеческой деятельности ещё 4-го тысячелетия до нашей эры. Известно, что первые строения нураги датируются 1500—1000 гг. до н. э. Этим временем датируются и поселения финикийцев.
Сам город был основан в 1102 году семейством Дориа как защищённый порт. В 1353 году Алгер был завоёван Арагонским королевством, а в XVI веке получил статус «королевского города». В результате город населили переселенцы-каталонцы, изгнав коренных жителей.
В 1702 году арагонское правление завершилось, а с 1720 года Альгеро перешёл к Пьемонту, который после присоединения Сардинии стал Сардинским королевством. В 1943 году во время бомбёжки серьёзно пострадал исторический центр. В настоящее время город посещает множество туристов.

## Население
Большинство населения считает своим родным языком итальянский. Для каждого пятого жителя города родным является каталанский язык («альгерский диалект»), для каждого восьмого — сардинский язык.
Местные жители называют свой город «Барселонета», что означает «Маленькая Барселона».
|                                                  | Родной язык | Используется в общении |
| ------------------------------------------------ | ----------- | ---------------------- |
| Итальянский                                      | 59,2 %      | 83,0 %                 |
| Каталанский                                      | 22,4 %      | 13,9 %                 |
| Сардинский                                       | 12,3 %      | 2,8 %                  |
| Источник: Enquesta d’usos lingüístics a l’Alguer |             |                        |

## География и климат
Расположенный в центре Средиземного моря, Альгеро имеет типичный средиземноморский климат, с мягкой зимой (+10-+11 °С) и тёплым летом (+23-+24 °C).

## Галерея

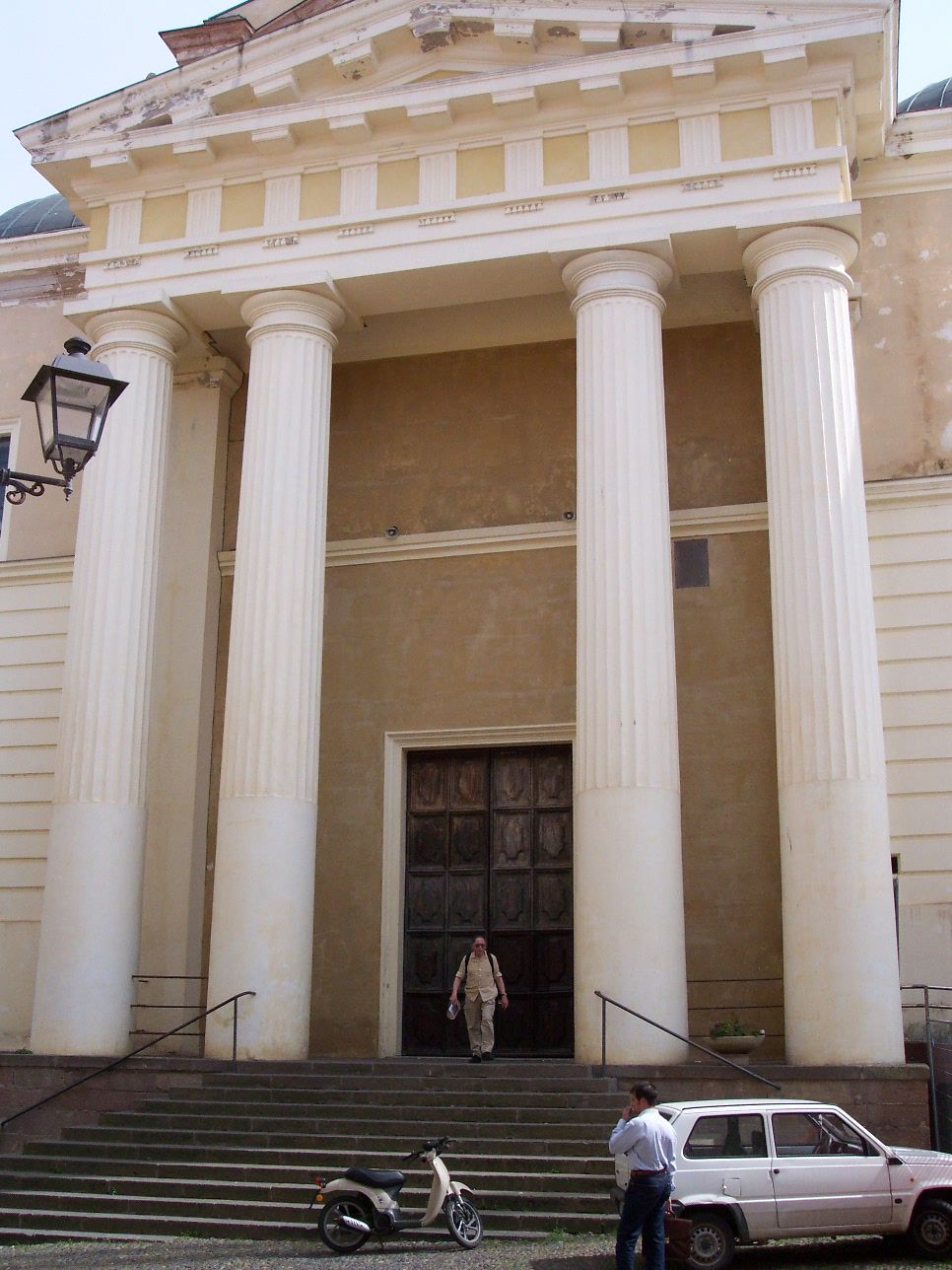
Кафедральный собор в Альгеро
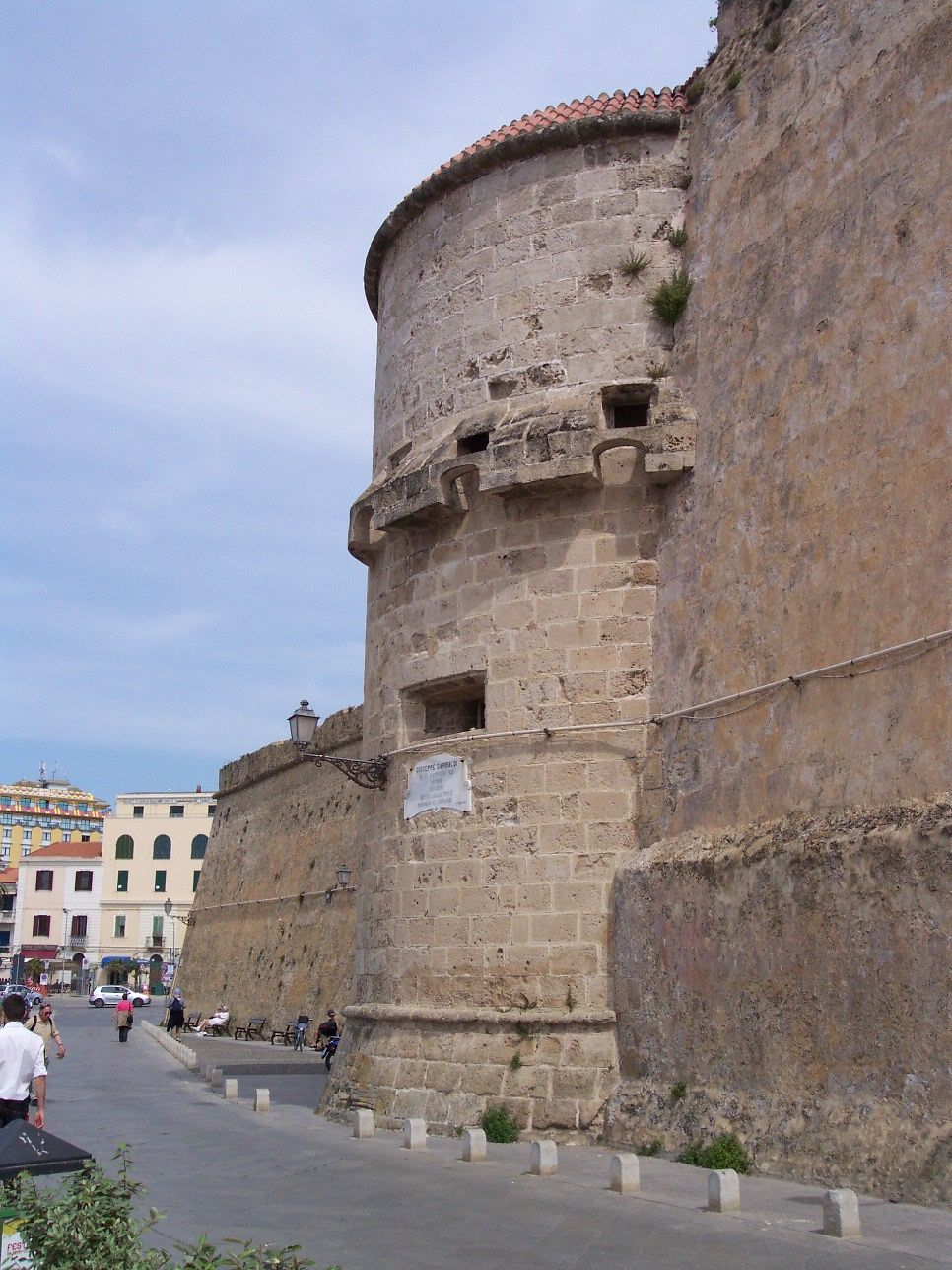
Башня Маддалена
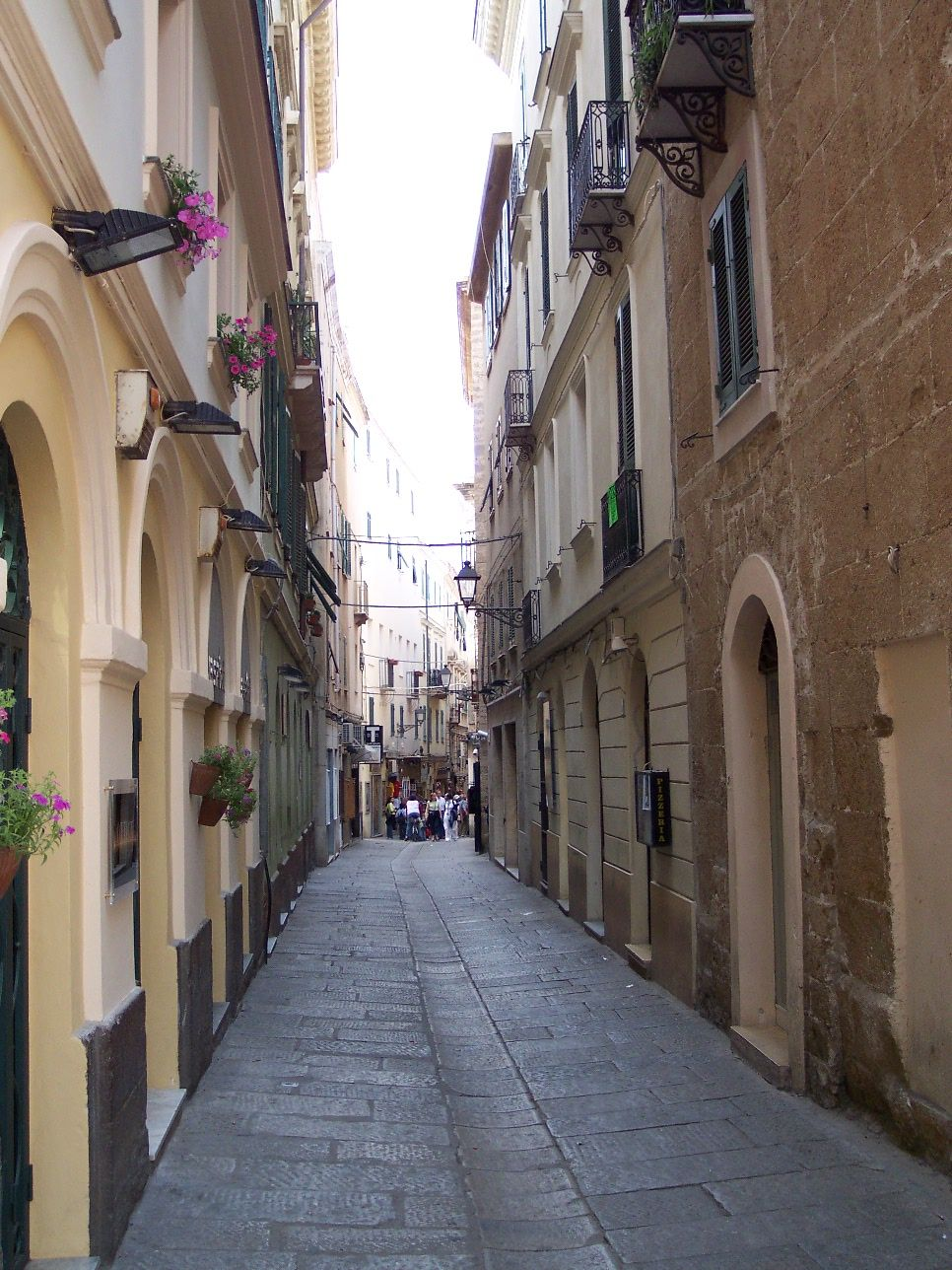
Улица в Старом городе
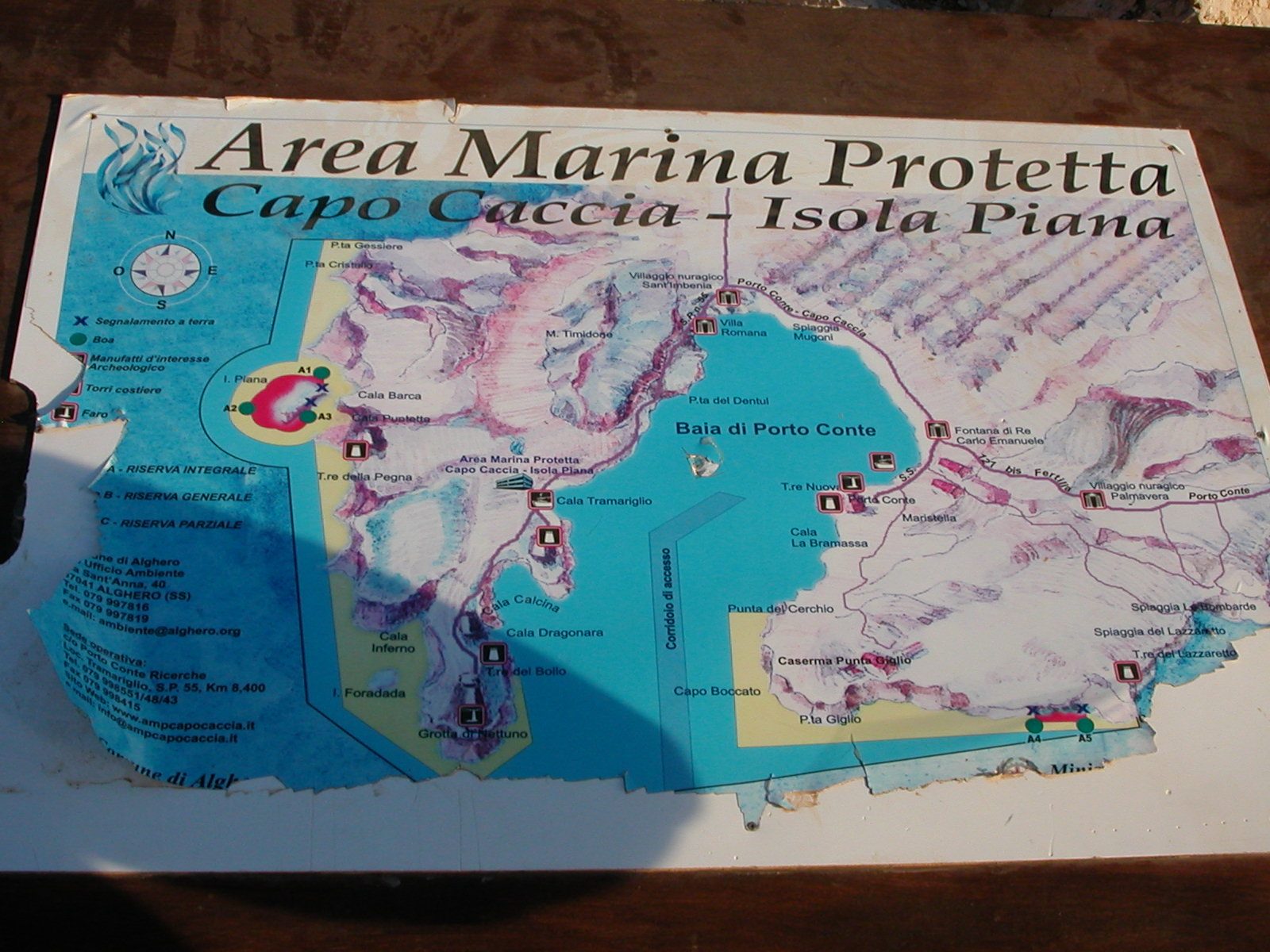
Capo Caccia
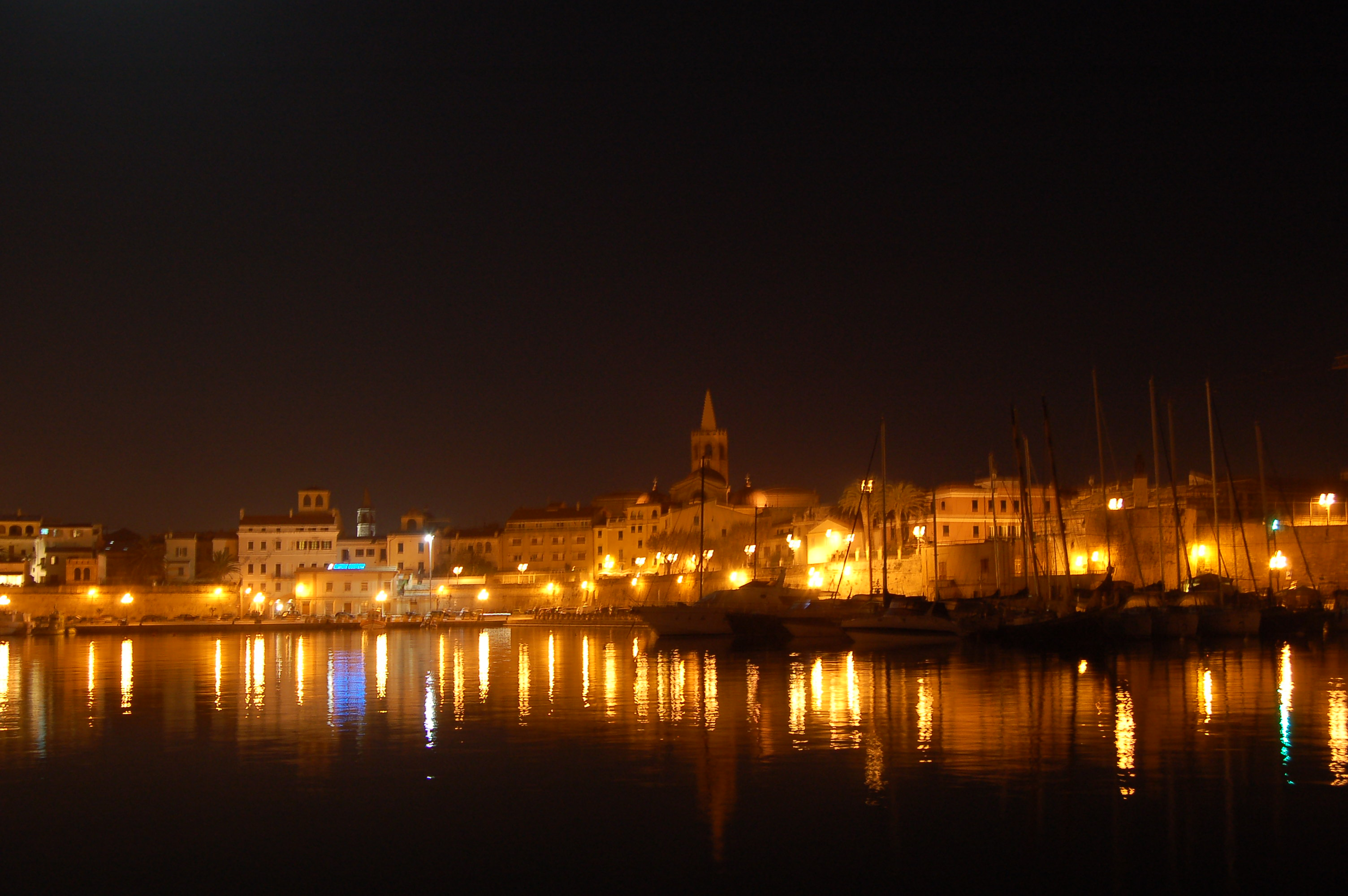
Ночное Альгеро
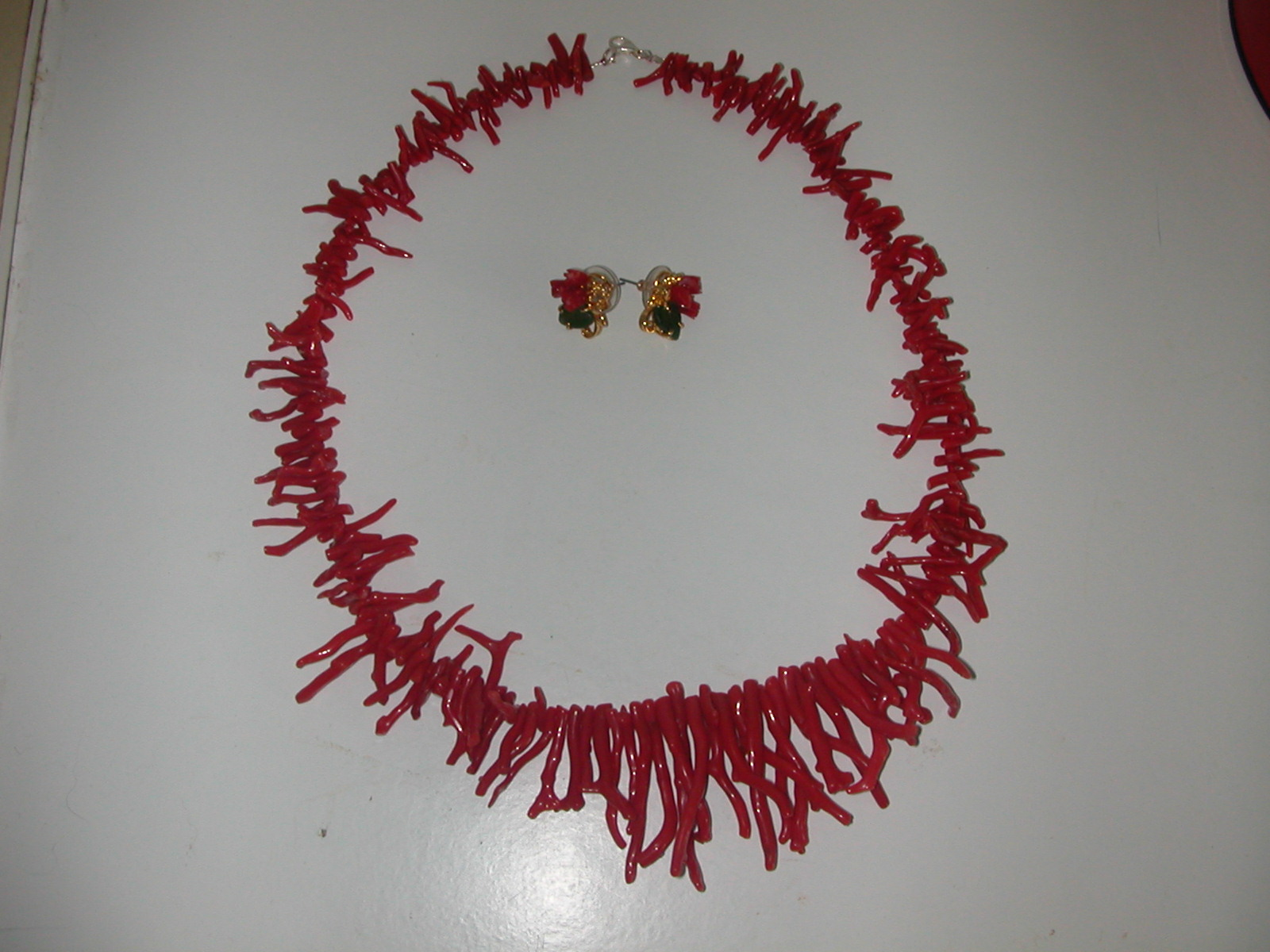
Колье из красного корала
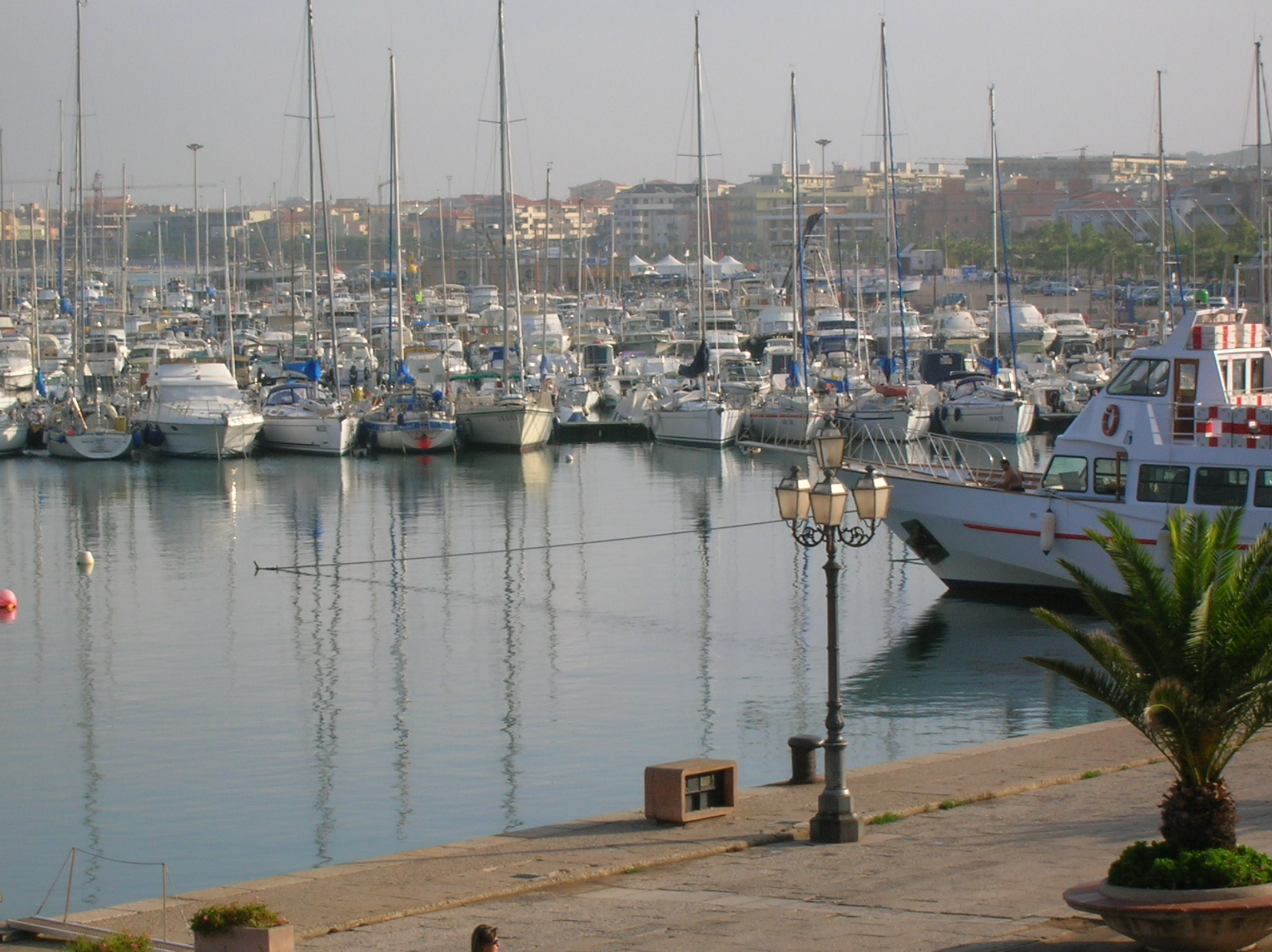
Порт в Альгеро
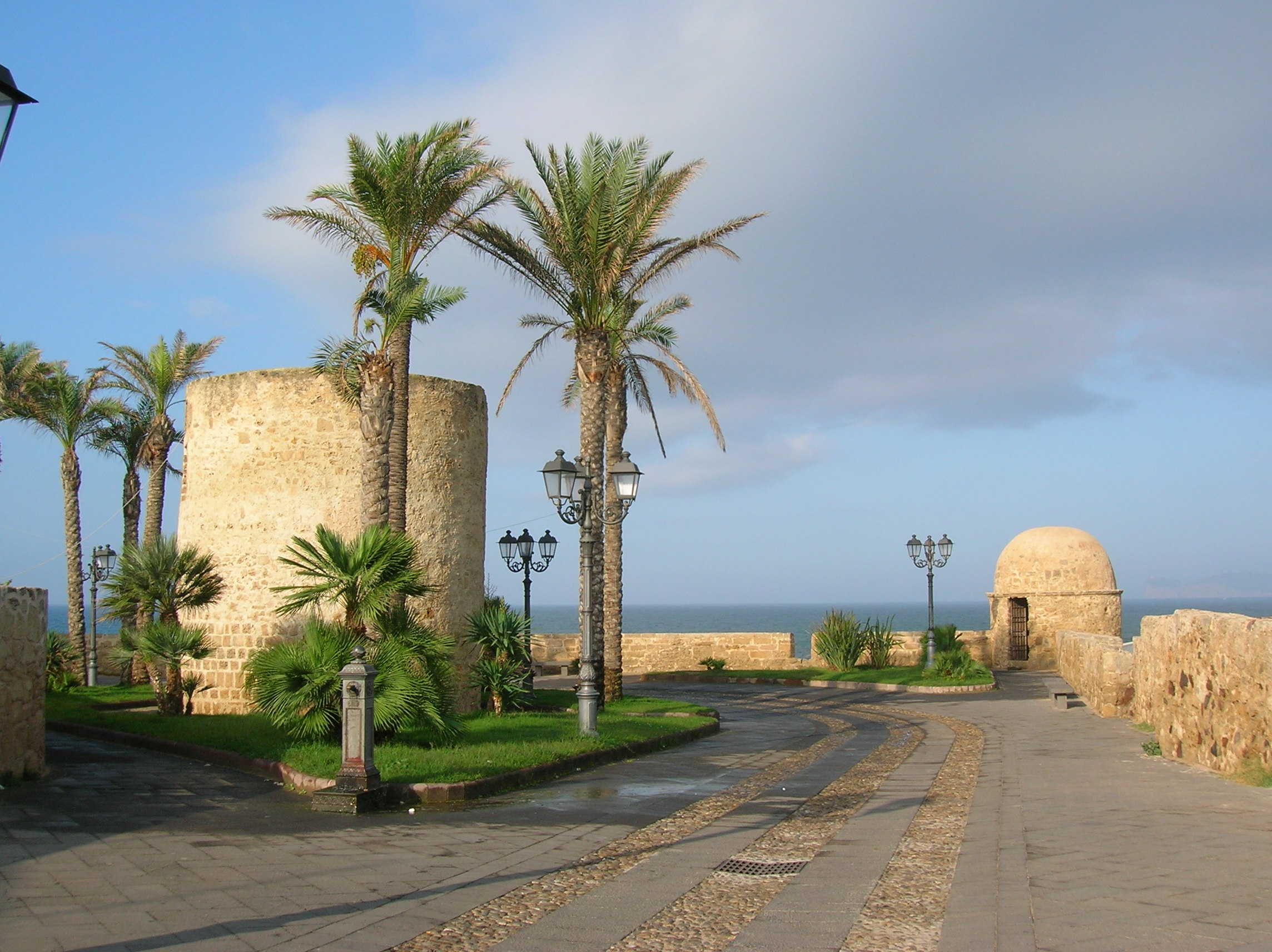
Бастион в Альгеро
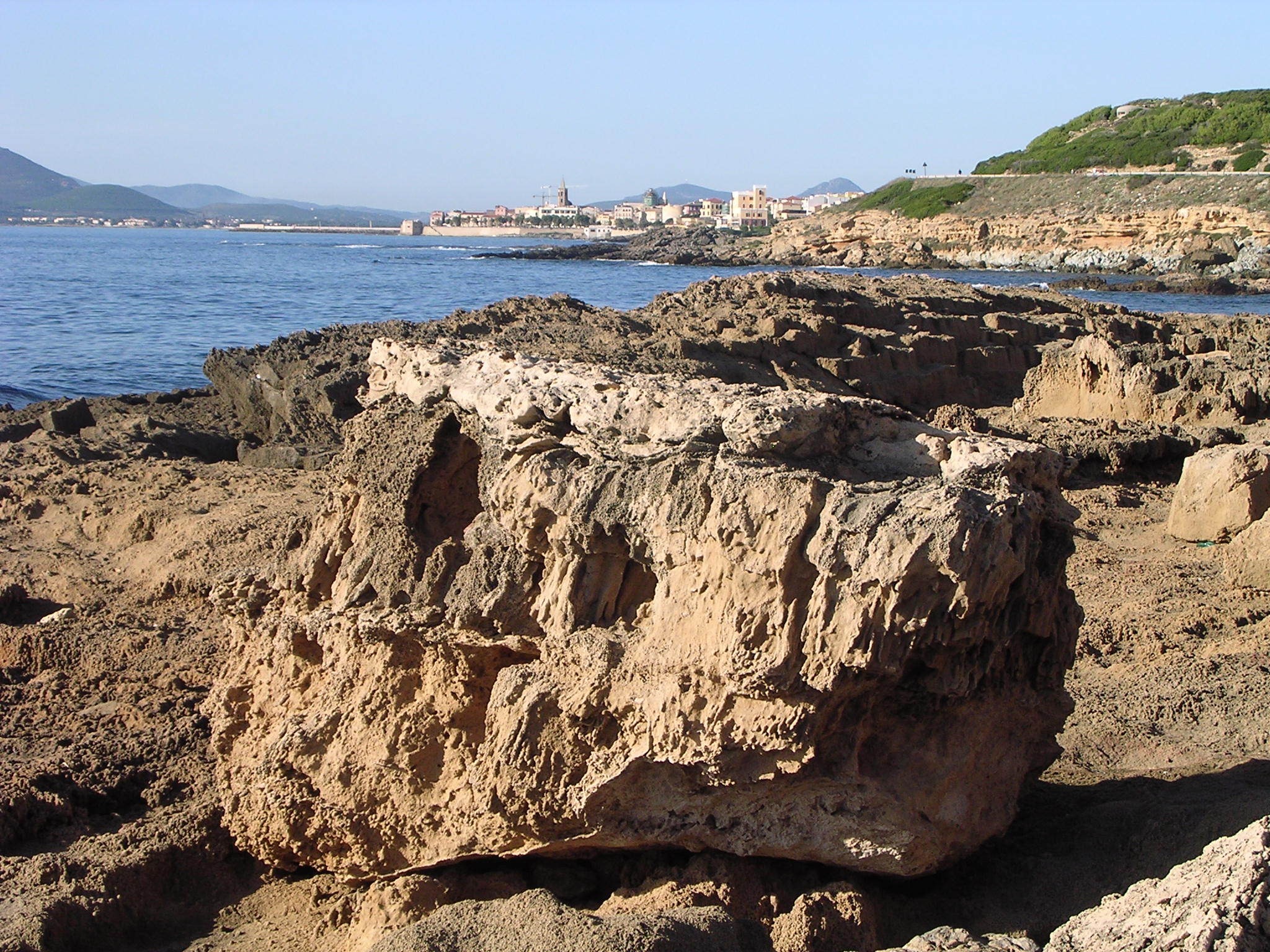
Дорога Альгеро-Боза

## Города-побратимы
- Балагер, Испания
- Таррагона, Испания
- Пальма, Испания
- Энкам, Андорра

## Личности Альгеро
- Антонио Маррас - стилист
- Паоло Пириа - художник